# Забазнова, Галина Афанасьевна
Галина Афанасьевна Забазнова (15 апреля 1942, Фролово, Сталинградская область — 24 июля 2014, Киев) — украинская и советская писательница и поэтесса. Член Союза писателей СССР с 1987 года и Национального союза писателей Украины.

## Биография
Родилась в семье служащих. Инвалид по зрению с 1959 г.
Дебютировала как поэт в 1965 году.
Автор сборников пейзажной, интимной и философской лирики «Цветет ольха» (Киев, 1980); «Тополиный бег» (Киев, «Молодь», 1985); «Окна моего детства» (Киев, «Веселка», 1988); «Иду на голос» (поэма, Киев, «Украинський письменник», 1990) и др. Печаталась в журнале «Радуга».
Писала стихи для детей.